# 1ª Divisão 1960 (hockey su pista)
La 1ª Divisão 1960 è stata la 22ª edizione del torneo di primo livello del campionato portoghese di hockey su pista. La manifestazione fu disputata tra il 29 maggio e il 23 dicembre 1960. Il titolo è stato conquistato dal Benfica per la quinta volta nella sua storia.

## Stagione

### Formula
La 1ª Divisão 1960 vide ai nastri di partenza ventidue club divisi in due gironi; ogni girone fu organizzato con un girone all'italiana, con gare di andata e ritorno. Erano assegnati tre punti per l'incontro vinto e due punti a testa per l'incontro pareggiato, mentre ne era attribuito uno solo per la sconfitta. Al termine della prima fase le prime quattro squadre di ogni gruppo si qualificarono alla fase finale; la vincitrice venne proclamata campione del Portogallo.

## Prima fase

### Regional do Norte
|       | Pos. | Squadra           | Pt | G  | V  | N | P  | GF | GS  | DR   |
| ----- | ---- | ----------------- | -- | -- | -- | - | -- | -- | --- | ---- |
|       | 1.   | Porto             | 46 | 18 | 14 | 0 | 4  | 69 | 31  | +38  |
|       | 2.   | Estrela           | 42 | 18 | 11 | 2 | 5  | 69 | 38  | +31  |
|       | 3.   | Espinho           | 42 | 18 | 12 | 0 | 6  | 70 | 50  | +20  |
| [ 1 ] | 4.   | Sanjoanense       | 40 | 18 | 9  | 4 | 5  | 57 | 44  | +13  |
| [ 2 ] | 5.   | Infante de Sagres | 39 | 18 | 10 | 1 | 7  | 77 | 41  | +36  |
|       | 6.   | Académica         | 37 | 18 | 8  | 3 | 7  | 72 | 55  | +17  |
|       | 7.   | Carvalhos         | 36 | 18 | 7  | 4 | 7  | 55 | 53  | +2   |
|       | 8.   | Escola Livre      | 30 | 18 | 6  | 0 | 12 | 60 | 69  | -9   |
|       | 9.   | Boavista          | 27 | 18 | 4  | 1 | 13 | 47 | 94  | -47  |
|       | 10.  | Cdup              | 21 | 18 | 1  | 1 | 16 | 19 | 124 | -105 |

Legenda:
  Qualificata alla fase finale.
      Retrocesse in 2ª Divisão 1961.
Note:
Tre punti a vittoria, due a pareggio, uno a sconfitta.

### Regional do Sul
|  | Pos. | Squadra          | Pt | G  | V  | N | P  | GF | GS  | DR  |
|  | ---- | ---------------- | -- | -- | -- | - | -- | -- | --- | --- |
|  | 1.   | Benfica          | 59 | 22 | 16 | 5 | 1  | 94 | 42  | +53 |
|  | 2.   | Sintra           | 54 | 22 | 15 | 2 | 5  | 83 | 51  | +32 |
|  | 3.   | Campo de Ourique | 51 | 22 | 12 | 5 | 5  | 94 | 42  | +52 |
|  | 4.   | Paço de Arcos    | 49 | 22 | 12 | 3 | 7  | 67 | 54  | +13 |
|  | 5.   | Sporting CP      | 49 | 22 | 12 | 3 | 7  | 74 | 47  | +27 |
|  | 6.   | Mundet           | 49 | 22 | 12 | 3 | 7  | 52 | 58  | -6  |
|  | 7.   | Cascais          | 44 | 22 | 9  | 4 | 9  | 62 | 59  | +3  |
|  | 8.   | Oeiras           | 41 | 22 | 9  | 1 | 12 | 66 | 66  | 0   |
|  | 9.   | CUF Barreiro     | 38 | 22 | 7  | 2 | 13 | 65 | 85  | -20 |
|  | 10.  | CF Benfica       | 36 | 22 | 6  | 2 | 14 | 42 | 69  | -27 |
|  | 11.  | Parede           | 30 | 22 | 3  | 2 | 17 | 32 | 75  | -43 |
|  | 12.  | Torres Novas     | 30 | 22 | 4  | 0 | 18 | 36 | 119 | -83 |

Legenda:
  Qualificata alla fase finale.
      Retrocesse in 2ª Divisão 1961.
Note:
Tre punti a vittoria, due a pareggio, uno a sconfitta.

## Fase finale
|       | Pos. | Squadra           | Pt | G  | V  | N | P  | GF | GS | DR  |
| ----- | ---- | ----------------- | -- | -- | -- | - | -- | -- | -- | --- |
|       | 1.   | Benfica           | 36 | 14 | 10 | 2 | 2  | 80 | 31 | +49 |
|       | 2.   | Paço de Arcos     | 36 | 14 | 10 | 2 | 2  | 55 | 39 | +16 |
|       | 3.   | Campo de Ourique  | 31 | 14 | 8  | 1 | 5  | 49 | 36 | +13 |
| [ 3 ] | 4.   | Sneci             | 28 | 14 | 5  | 4 | 5  | 50 | 44 | +6  |
|       | 5.   | Sintra            | 25 | 14 | 5  | 1 | 8  | 40 | 55 | -15 |
|       | 6.   | Infante de Sagres | 25 | 14 | 5  | 1 | 8  | 46 | 53 | -7  |
|       | 7.   | Espinho           | 23 | 14 | 3  | 3 | 8  | 31 | 59 | -28 |
|       | 8.   | Sanjoanense       | 18 | 13 | 2  | 0 | 12 | 27 | 61 | -34 |

Legenda:
      Campione del Portogallo.
Note:
Tre punti a vittoria, due a pareggio, uno a sconfitta.